# Mzymta
Mzymta (rusky Мзымта) je řeka v Krasnodarském kraji v Rusku. Je 89 km dlouhá. Povodí má rozlohu 885 km².

## Průběh toku
Pramení v horách Velkého Kavkazu. Teče v úzké dolině. Na horním toku protéká přes jezero Kardyvač a několik dalších. Ústí do Černého moře u Adleru a přitom vytváří rozsáhlý náplavový kužel.

## Vodní stav
Zdroj vody je smíšený. Na jaře a v létě je stav vody vysoký, při deštích dochází k povodním. Průměrný roční průtok vody u vesnice Krasnaja Poljana činí 33,2 m³/s a u vesnice Kepš 45,6 m³/s. Maximální průtok je 764 m³/s.

## Využití
Řeka je splavná. Byla na ní vybudována Krasnopoljanská hydroelektrárna a za její hrází vznikla Krasnopoljanaská přehrada, která reguluje denní výkyvy průtoku.